# Papaya
Papaya, cunoscută și ca mamao, pepene de copac sau lechoza                (Venezuela) este fructul arborelui Carica papaya din  genul Carica. Originară din Mexicul de sud, America Centrală și nordul Americii de Sud, papaya este acum cultivată în majoritatea țărilor tropicale.
Este un arbore mic, fără ramuri, singura tulpină având între cinci și zece metri înălțime, cu frunze aranjate în spirală limitate la vârful trunchiului; trunchiul inferior este evident plin de cicatricile locurilor de care frunze mai vechi și fructe au fost prinse. Frunzele sunt mari, 50–70 cm în diametru, cu 7 loburi palmate. Florile sunt produse pe axele frunzelor, maturându-se în fructe lungi de 15–45 cm și late de 10–30 cm în diametru. Fructele sale sunt coapte când sunt moi (precum un avocado copt, chiar puțin mai moale) și devin galben-portocalii.
Papaya este bogată într-o enzimă numită papaină (o protează care este folositoare la frăgezirea cărnurilor și a altor produse. Aceasta este folosită la ruperea fibrelor dure de carne și este utilizată de mii de ani în America de Sud. Este inclusă drept componentă în prafurile comercializate pentru frăgezirea cărnii. Enzima din papaya este, de asemenea, comercializată sub formă de tablete ca un remediu pentru probleme digestive.
Semințele negre sunt comestibile și au un gust iute. Uneori, sunt măcinate și înlocuiesc piperul negru.

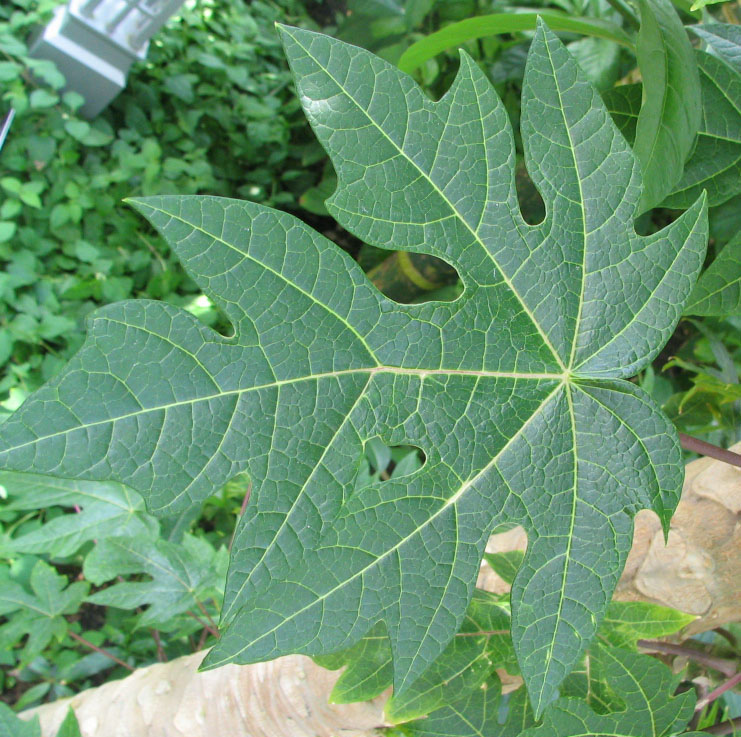
Frunză de papaya
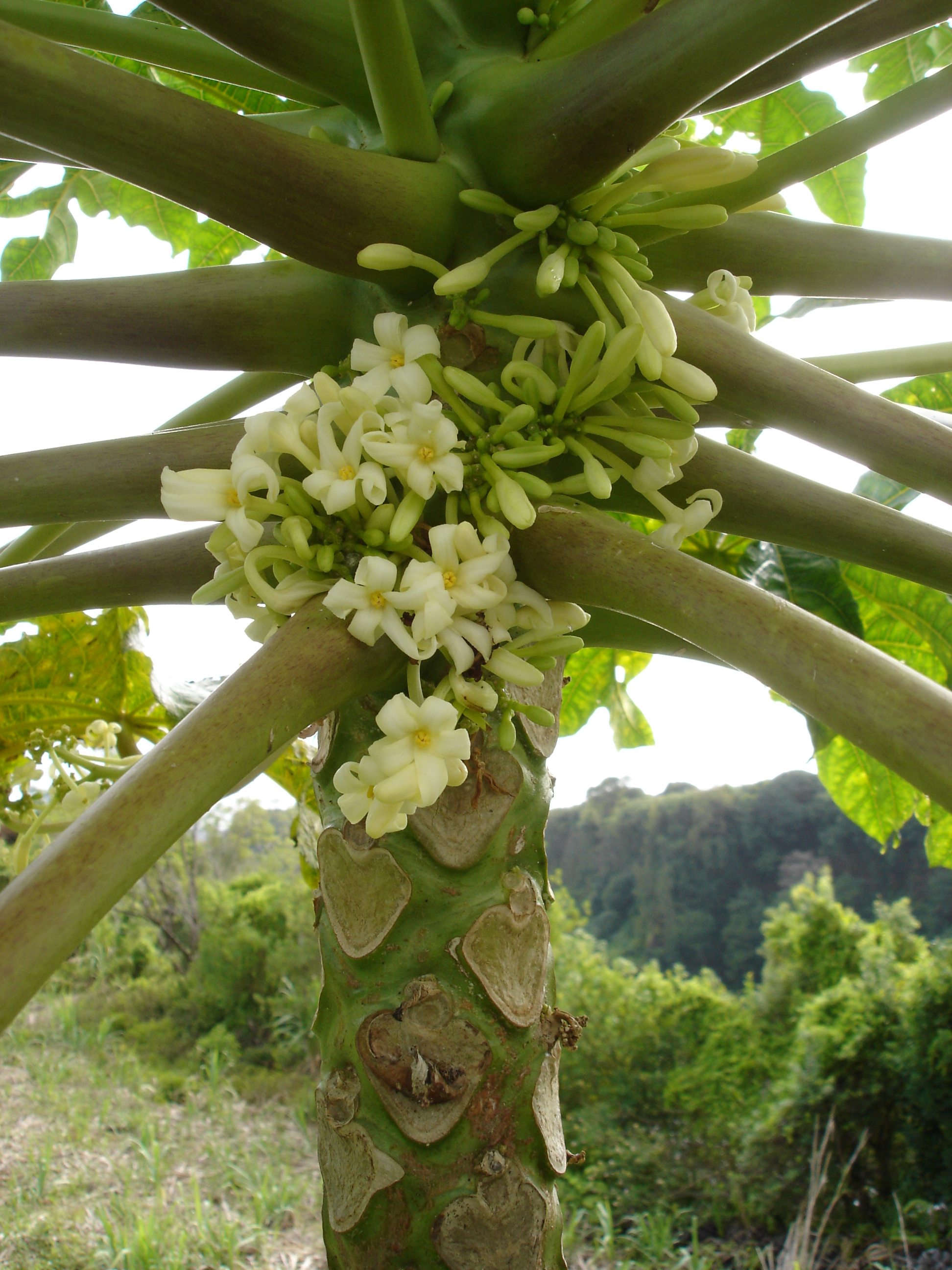
Flori masculine
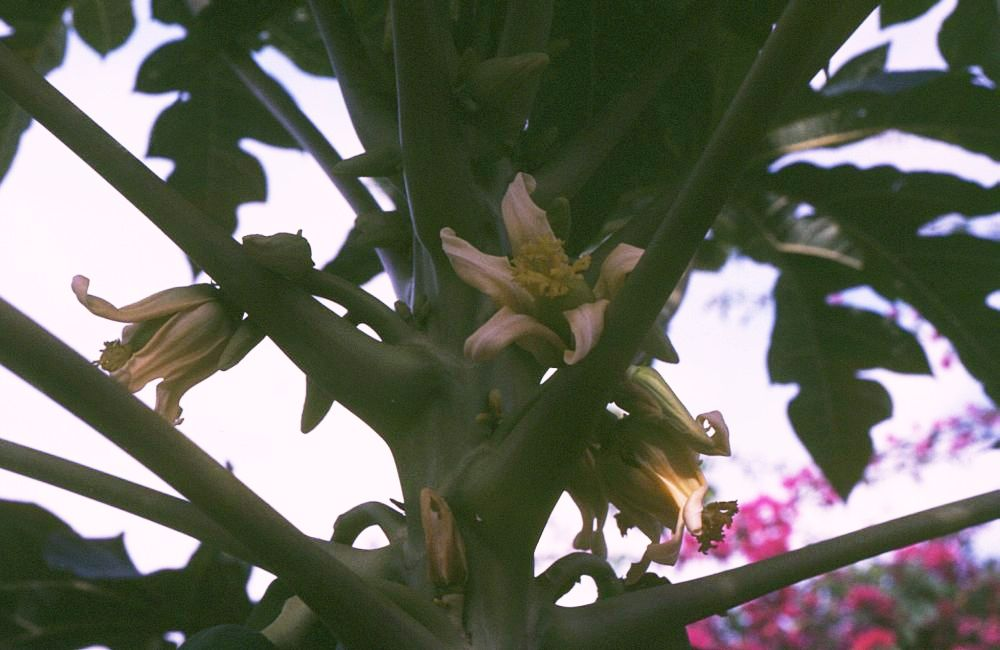
Flori feminine
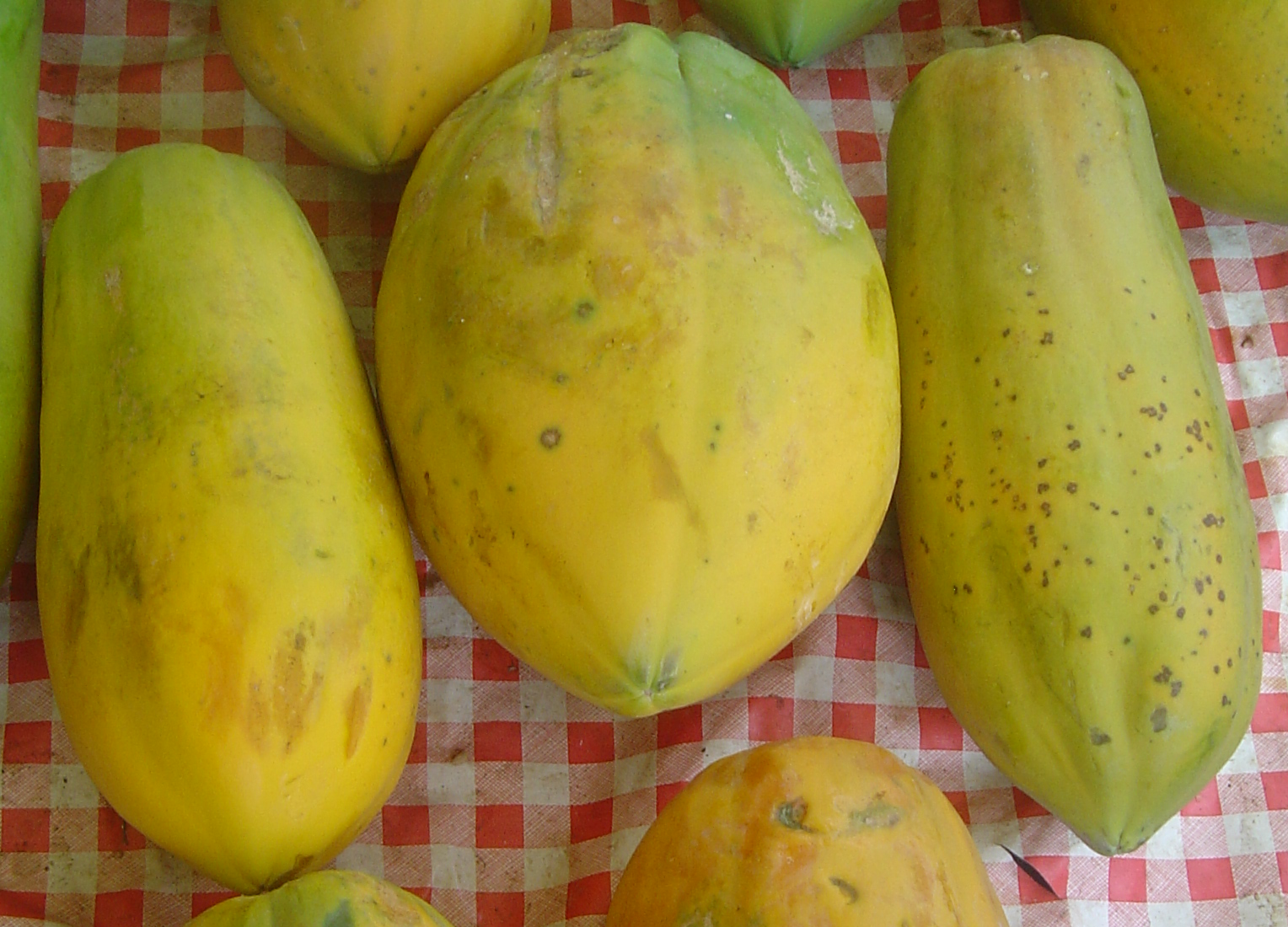
Aranjament de fructe
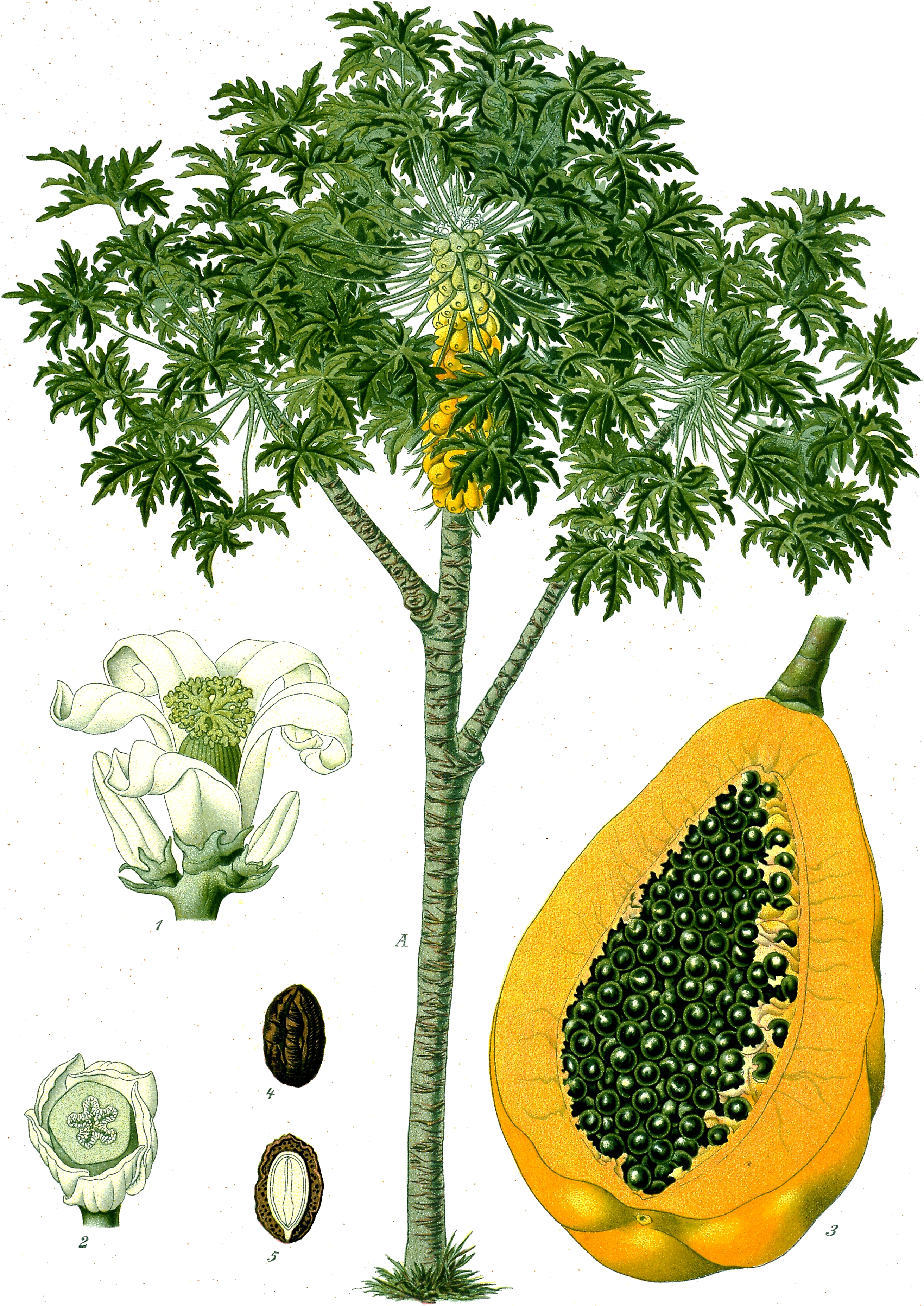
Copac și fruct, din Plante Medicinale a lui Koehler (1887)
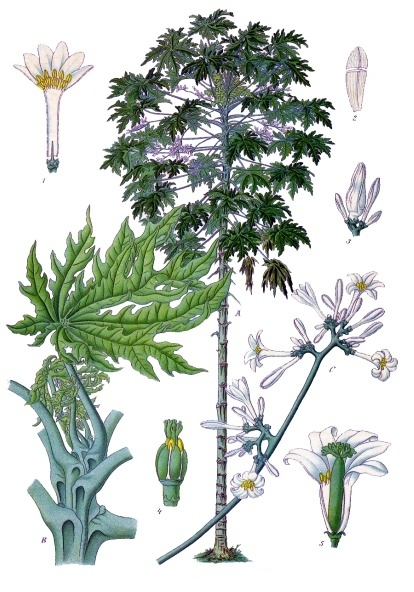
Copac și flori, din Plante Medicinale a lui Koehler (1887)